# 命賭けて
『命賭けて～あなたは我が子を守れるか!?～』（いのちかけて あなたはわがこをまもれるか）は、1998年11月30日から1999年1月29日にかけて、毎日放送（MBS）製作・TBS系列「ドラマ30」枠で放送された昼ドラマ。同枠「命シリーズ」の第6弾。
当時から現在に至るまで社会問題となっている、薬物使用の若年化や女子高生による援助交際などを赤裸々に描いた作品。大きな反響を呼び、製作局のMBSでは、通常放送終了後に総集編も放送された。
後にこの作品と同じスタッフで、白血病をテーマにした「ピュア・ラブシリーズ」が製作されており、篠田三郎、猪野学、楊原京子を始め、「命賭けて」にも出演した俳優の多くが出演している。

## あらすじ
女子高生のさやかは、旅行の為の資金を稼ごうとコンビニでのアルバイトに励んでいた。思うように資金が貯まらない中、友人のまり江がブランドグッズを揃えていることに驚く。まり江は援助交際をしてお金を稼いでいたのだ。そしてさやかは、まり江に誘われるがままに援助交際を行うようになってしまう。援助交際がクラスメート達にバレたさやかは、周囲から陰湿ないじめを受けるようになっていく。そしてひょんなことから、覚醒剤と出会い、中毒にまで陥ってしまう…。
一方、さやかの父・研介は、上司から得意先との接待として援助交際の席を設けるよう命令を受ける。

## キャスト
※()内は役名
- 篠田三郎(研介)

さやかの父で会社員。
- 根岸季衣

さやかの母。昼間は近所の病院で受付のパートをしている。
- 楊原京子(さやか)

私立高校に通う女の子。活発な性格で友人も多く、その友人達と旅行に行く為コンビニでアルバイトをしていたが、そこで幼馴染のまり江と再会し彼女に誘われるまま「援助交際」を行ってしまい、それが原因で友人だと思っていた同級生からいじめられて居場所を無くし落ち込んでいる時にある男から「元気が出る薬」と称して覚せい剤を勧められてしまう。
- 塩沢とき

研介一家の隣宅に住む女性。
- 猿渡有香(まり江)

さやかの幼馴染。さやかの良き理解者でもあるが、「援助交際は割りのいいバイト」という考えで行っており、迷い無くさやかにも勧めてしまう。
- 猪野学
- 尾崎麿基

研介一家宅のご近所さん。
- 吉野佳子
- 入川保則
- 田村ツトム

## スタッフ
- 作：宮内婦貴子
- 演出：山本実
- 演出補：鐘江稔（MBS企画）
- 制作：伊東雄三
- プロデューサー：芝野昌之、山本実
- 製作著作：毎日放送

## 主題歌
- 『同窓会』作詞・作曲：村下孝蔵 / 編曲：須藤晃 / 歌：村下孝蔵

| MBS・CBC 平日13時台後半（ドラマ30枠） | MBS・CBC 平日13時台後半（ドラマ30枠）                             | MBS・CBC 平日13時台後半（ドラマ30枠）      |
| 前番組                                | 番組名                                                            | 次番組                                     |
| ------------------------------------- | ----------------------------------------------------------------- | ------------------------------------------ |
| 家族曲線 （1998.9.28 - 11.27）        | 命賭けて～あなたは我が子を守れるか!?～ （1998.11.30 - 1999.1.29） | しおり伝説～スター誕生 （1999.2.1 - 3.29） |